# Croton mollis
Espèce
Croton mollis est une espèce de plantes à fleurs du genre Croton et de la famille des Euphorbiaceae présente au Venezuela (Amazonas) et au Brésil (Amazonas).
Il a pour synonymes :
- Croton crenatus, Müll.Arg., 1865
- Oxydectes crenata, (Müll.Arg.) Kuntze
- Oxydectes mollis, (Benth.) Kuntze